# Listen to My Heart
Listen to My Heart è un album in studio della cantante sudcoreana BoA, pubblicato nel 2002. Si tratta in particolare del primo album della sua discografia giapponese. 

## Tracce
1. Listen to My Heart - 3:57
2. Power - 4:10
3. Every Heart: Minna no Kimochi - 4:33
4. Don't Start Now - 4:55
5. Kimochi wa Tsutawaru - 4:23
6. Share Your Heart (with Me) - 4:37
7. Dreams Come True - 4:55
8. Amazing Kiss - 4:34
9. Happiness - 4:33
10. ID; Peace B - 3:34
11. Nobody But You - 3:46
12. Nothing's Gonna Change - 5:23
13. Listen to My Heart [Hex Hector Main Mix: English Version] - 4:10
14. The Meaning of Peace - 5:01